# お互いさまの街ふくしま
お互いさまの街ふくしま（おたがいさまのまちふくしま）は、特定非営利活動法人（NPO）チームふくしまが、2021年12月から展開している「お互いさまチケット」普及と無人福祉型子ども食堂「コミュニティフリッジひまわり」を通じたお互いさまで溢れた街ふくしまの実現を目指す事業。

## 概要
福島県内でお互いさまチケットの普及や無人福祉型子ども食堂「コミュニティフリッジひまわり」を通じて「同情の街ふくしま」から「お互いさまで溢れた街ふくしま」の実現を目的として行っている。2021年12月より、お互いさまチケットの普及活動を実施している。2022年2月3日より、福島市のアパートの一室に、コミュニティフリッジひまわりを開設。現在、地元のスーパーマーケットから本プロジェクトのために提供された場所で実施。地元の福祉作業所が協力し、フリッジ内の整理整頓と清掃活動を行い、プロジェクトの運営を支援している。

## 背景
特定非営利活動法人チームふくしまの副理事長を務める吉成洋拍がある社会福祉士の「児童養護施設にはいれない子ども達の方が辛い思いをしている」という言葉を聞いたのをきっかけとし、恩送りがテーマのアメリカ映画『ペイ・フォワード 可能の王国』から着想を得て、自身の経営する福島市にある「BLTカフェ（サンドイッチの一種のBLTのカフェ）」にてお互いさまチケットをスタート。お互いさまチケットを福島で100か所導入する事で、子どもは365日どこかに行けば食事をとれるようになることを目指した。
お互いさまチケットの他に、地域に住む全員が対象のBLT子ども食堂や、誰でも持ち寄ったり受け取れたりする「みんなの食料庫」、売上を児童養護施設に寄付する「お互いさまアート」もスタート。
吉成は2021年に志半ばで他界した。
地域社会の発展と復興に貢献しようとした吉成の遺志を引き継ぎ、会は「お互いさまチケット」の普及活動やみんなの食料庫（公共冷蔵庫）「コミュニティフリッジひまわり」を継続して活動している。

## 取り組んでいるSDGs
| 1.  | 貧困をなくそう …             | 児童扶養手当を受給しているひとり親などを対象に食料品・日用品を提供する場を設ける 地域社会において経済的に弱い立場の人々に商品やサービスを提供し、経済的な支援を行っている |
| 2.  | 飢餓をゼロに …               | 食糧の提供や食糧不安の軽減に貢献しており、飢餓の解消に寄与している |
| 8.  | 働きがいも経済成長も …       | 地域の企業・店舗を巻き込むことで、雇用創出し、地域経済の成長を促進している                                                                                                |
| 10. | 人や国の不平等をなくそう …   | 経済的な不平等を減少させ、地域社会の平等な機会を提供している |
| 11. | 住み続けられるまちづくりを … | 地域とのつながりが生まれ非常時に助け合える関係性作りに繋がっている |

## 沿革
- 2019年 - BLTカフェにて「お互い様の街ふくしま」開始。
- 2020年 - BLT子ども食堂活動開始。
- 2021年 - 「みんなの食糧庫」稼働
- 2022年 - コミュニティフリッジひまわり開所、お互いさまチケット普及活動開始
- 2024年 - お互いさまチケット研修会「元株式会社モスフードサービス専務取締役 田村茂氏の基調講演「恩送りにつながるホスピタルティ」～感謝される仕事とは～お互いさまチケット研修会」開催
- 2025年 - お互いさまの街ふくしまの書籍「恩送りが世界を変える！」出版 、福島市教育委員会様を通じて、福島市立小中学校61校へ書籍「恩送りが世界を変える！」寄贈。

## 受賞歴
- 「CSOフォーラム2023」ファイナリスト賞（認定NPO法人大阪NPOセンター）[5]：2023年12月
- 第9回「ふくしま経済・産業・ものづくり賞（ふくしま産業賞）」特別賞 (福島民報社）：2024年2月
- 第12回「グッドライフアワード」実行委員会特別賞 地球と人への想いやり賞（環境省）[6]：2024年12月
- 第15回「男女共同参画・少子化に関する顕彰事業」活動賞（公益社団法人程ヶ谷基金）[7]：2024年12月
- 第11回「プラチナ・ギルド アワード」（認定NPO法人プラチナ・ギルドの会）[8]：2025年5月

## 関連書籍
- NPO法人チームふくしま（著）Noriko（文）『お互いさまの街ふくしま発 "恩送り"が世界を変える！ 仕事も人生もうまくいく究極の生き方』ごま書房新社、2025年